# Eberhard Hopf
Eberhard Hopf   (Salzburg, 17 d'abril de 1902 - Bloomington, 24 de juliol de 1983) va ser un matemàtic austríac emigrat als Estats Units.

## Vida i Obra
Fill d'un fabricant de xocolata, va fer la seva escolarització a Berlín fins al 1920. Va fer els estudis de matemàtiques a la universitat de Berlín, excepte un semestre que va anar a Tubinga. El 1926 va obtenir el doctorat dirigit per Erhard Schmidt i Issai Schur i el 1929 la habilitació per a la docència universitària. Des de 1929 fins a 1932 va estar adscrit al Institut Astronòmic de la universitat de Berlín i el 1932 va marxar als Estats Units per a fer de professor al Massachusetts Institute of Technology, on va treballar conjuntament amb Norbert Wiener desenvolupant em mètode de Wiener-Hopf per la resolució de determinades equacions integrals.
El 1936 va rebre una oferta per ocupar la càtedra de la universitat de Leipzig que havia quedat lliure per l'expulsió de Leon Lichtenstein (cosí germà de Norbert Wiener). Contra tot pronòstic (els matemàtics alemanys estaven més aviat fugint de l'Alemanya nazi, que no pas retornant) la va acceptar, acta que, anys després, va ser molt mal vist perquè va ser interpretat com un suport del règim nazi.
A partir de 1942, en plena Segona Guerra Mundial, va treballar pel Deutsche Forschungsanstalt für Segelflug fent recerques considerades importants en l'esforç bélic alemany, fins que el 1944 va ser nomenat professor de la universitat de Múnic, on va romandre fins al 1947 en que va retornar als Estats Units. Des de 1948 fins a la seva jubilació el 1972 va ser professor de la universitat d'Indiana Bloomington, ciutat en què va fixar la seva residència i en la que va morir el 1983.
Hopf va ser un dels pares fundadors de la teoria ergòdica: el seu llibre Ergodentheorie (primera edició: 1937) va ser un clàssic en la matèria durant molts anys.